# Kappa Pegasi
Kappa Pegasi és un sistema estel·lar triple, visualment són separables dos: Kappa Pegasi A i Kappa Pegasi B, ambdós estan separats per una distància mitjana angular de 0,235 segons d'arc i un angle de posició de 308º30', descobert per Sherburne W. Burnham en 1880. Ambdós estels orbiten cada 11,6 anys amb un semieix major de 0,4 segons d'arc.
La magnitud aparent i conjunta del sistema és de + 4,13, i és en termes absoluts, la més brillant d'ambdós, Kappa Pegasi B.
Kappa Pegasi B és al seu torn un sistema binari espectroscòpic, denominats Kappa Pegasi Ba i Bb respectivament i es orbiten entre si en sis dies.
Hi ha un quart component conegut com a Kappa Pegasi C, però que no forma part del sistema físic en si, sinó que és la seva posició, obeeix a una qüestió òptica.
Tradicionalment, en l'astronomia xinesa rep el nom de Jih, que és el nom que també rep el Sol i que comparteix amb l'estel λ Librae pel seu color groguenc.
Jih (Kappa Pegasi B) és un estel subgegant groc de classe espectral F5 IV, és com el nostre Sol, la resta d'estels del sistema, són de classes espectrals posteriors (ataronjades).